# واکنش رفرماتسکی
واکنش رفرماتسکی (به انگلیسی: Reformatsky reaction یا Reformatskii reaction) یک نام واکنش آلی از نوع تراکمی است که طی آن یک آلدهید (یا کتون)، ۱، با یک آلفا-هالو استر، ۲، در حضور فلز روی واکنش داده و یک بتا-هیدروکسی استر، ۳، را تولید می‌کند. این واکنش نخستین بار توسط شیمیدان روس سرگئی رفرماتسکی کشف شد.